# Lolita (film din 1997)
Lolita este un film realizat în anul 1997, având ca regizor pe Adrian Lyne, iar ca actor în rolul principal pe Jeremy Irons.
Povestea "Lolitei" incepe in momentul în care Humbert (Jeremy Irons), un bărbat trecut de 40 de ani pornește în căutarea unei locuințe de închiriat. Dupa ce vizitează mai multe case, ajunge și la cea a Charlottei Haze (Melanie Grifftih), o femeie țipătoare și vulgară. Charlotte Haze, mamă singură a unei adolescente pe nume Dolores "Lolita" Haze (Dominique Swain), se arată exagerat de entuziasmată la vederea acestuia. Însă Humbert este complet vrăjit de Lolita, care îi aduce aminte de iubita din copilarie pe care a pierdut-o în mod tragic, și după care încă suferea. Se instalează in casa Haze doar pentru a o avea pe Dolores sub observație. 
La început timid, după care din ce în ce mai explicit, Lolita începe să îi facă avansuri lui Humbert. La un moment dat, fata este trimisă la internat de catre mama sa. În timpul în care ea este închisă acolo, pentru a își asigura locul în casă, Humbert se căsatorește cu Charlotte. La ceva timp, aceasta din urma descoperă jurnalul lui Humbert, în care el scrisese lucruri ce exprimau dezgustul pe care el îl simțea pentru soția sa. În acel moment, Charlotte iese în strada fugind, iar o mașină o lovește. Femeia moare pe loc.
"Păgubit" de urâcioasa lui soție, Humbert o scoate pe Lolita din internat și încep să trăiască precum o familie fericită - pentru ochii lumii, și ca iubiți în intimitate. Dolores îl are la degetul mic pe îndrăgostitul ei amant, asupra căruia nu contenește a-și exercita farmecele. Ea știe că este slăbiciunea lui, tocmai de aceea folosește sexul pentru a primi bani de la bărbat și pentru a îi fi satisfăcute toate capriciile. 
După o serie de aventuri prin care aceștia trec (incluzând aventura tinerei cu un producator de filme pentru adulți), Lolita îl părăsește pe Humbert, stabilindu-se alături de un băiat de vârsta ei, cu care ulterior va avea un copil. Îndemnat de dorul pentru tânară, Humbert o caută pe aceasta la noua ei locuință, pentru a îi da suma pe care ea i-o ceruse. Dolores îl prezintă pe acesta iubitului ei ca fiindu-i "tată". Din comportamentul fetei reiese că pentru ea Humbert a fost doar o aventură și o oportunitate financiară. Eforturile lui Humbert de a o convinge să plece cu el sunt în zadar. Fata își cere banii, după care îl izgonește pe acesta din casa ei.
În film mai joacă și: Frank Langella (Clare Quilty), Suzanne Shepherd (Miss Pratt), Angela Paton (Mrs.Holmes), etc..
Pe IMDB, acest film are nota 6.8 / 10 din 18.371 de voturi .

## Distribuție
- Jeremy Irons ca Professor Humbert
- Dominique Swain ca Dolores "Lolita" Haze
- Frank Langella ca Clare Quilty
- Melanie Griffith ca Charlotte Haze
- Suzanne Shepherd ca Miss Pratt
- Keith Reddin ca Reverend Rigger
- Erin J. Dean ca Mona
- Joan Glover ca Miss LaBone
- Pat Pierre Perkins ca Louise (as Pat P. Perkins)
- Ed Grady ca Dr. Melinik
- Michael Goodwin ca Mr. Beale
- Angela Paton ca Mrs. Holmes
- Ben Silverstone ca Young Humbert Humbert
- Emma Griffiths Malin ca Annabel Lee (as Emma Griffiths-Malin)
- Ronald Pickup ca Young Humbert's Father
- Michael Culkin ca Mr. Leigh
- Annabelle Apsion ca Mrs. Leigh
- Don Brady ca Frank McCoo
- Trip Hamilton ca Mr. Blue
- Michael Dolan ca Dick
- Hallee Hirsh ca Little Girl in Bunny Suit
- Scott Brian Higgs ca Policeman (accident)
- Mert Hatfield ca Policeman (accident)
- Chris Jarman ca Policeman
- Hudson Lee Long ca Elderly Clerk
- Jim Grimshaw ca Policeman
- Lenore Banks ca Nurse at Hospital
- Dorothy Deavers ca Receptionist
- Donnie Boswell Sr. ca Taxi Driver (as Donnie Boswell Sr.)
- Judy Duggan ca Solo Singer / Piano Player
- Margaret Hammonds ca Nurse
- Paula Davis ca Motel Clerk
- Tim Gallin ca Hospital Orderly